# Берёзовка (Усольский район)
Берёзовка — село в Пермском крае России. Входит в Березниковский городской округ в рамках организации местного самоуправления и в Усольский район в рамках административно-территориального устройства края.

## География
Село находится в правобережной части района, в районе южно-таёжных пихтово-еловых лесов, на левом берегу реки Сирьи, на расстоянии приблизительно 43 километров (по прямой) к северо-западу от города Березники, административного центра округа. Абсолютная высота — 152 метра над уровнем моря.
Климат
Климат характеризуется как умеренно континентальный, с продолжительной холодной зимой и коротким тёплым летом. Средняя многолетняя температура самого холодного месяца (января) составляет −15,7°С (абсолютный минимум — −48,3 °С), температура самого тёплого (июля) — +17,4°С (абсолютный максимум — 37 °С). Продолжительность безморозного периода составляет 114 дней. Среднегодовое количество осадков — 634 мм.

## История
С 2004 до 2018 года село входило в Усольское городское поселение Усольского муниципального района, с 2018 года — центр Берёзовского территориального отдела Березниковского городского округа.

## Население
| 1926 | 2010 |
| ---- | ---- |
| 432  | ↗559 |

Половой состав
По данным Всероссийской переписи населения 2010 года в половой структуре населения мужчины составляли 49,4 %, женщины — соответственно 50,6 %.
Национальный состав
Согласно результатам переписи 2002 года, в национальной структуре населения русские составляли 97 % из 621 чел.